# جورج بارنز (بازیکن فوتبال، زاده ۱۸۷۶)
جورج بارنز (انگلیسی: George Barnes؛ 26 September 1876 – ۱۹۴۶ (۶۹−۷۰ سال)) بازیکن فوتبال بود.
از باشگاه‌هایی که در آن بازی کرده‌است می‌توان به باشگاه فوتبال بولتون واندررز اشاره کرد.